# 메이플스토리 서체
메이플스토리 서체는 온라인 게임 메이플스토리에서 사용되는 서체이다. 2017년 10월 9일 한글날을 기념해 게임 제작사측에서 일반에 무료로 배포했다.